# Rio Goio-Bang
O rio Goio-Bang é um curso de água que banha o estado do Paraná.